# Wohn- und Wirtschaftsgebäude Nordermoor 53
Das Wohn- und Wirtschaftsgebäude Nordermoor 53 im niedersächsischen Elsfleth-Moorriem, Bauerschaft Nordermoor, im Landkreis Wesermarsch, stammt vom 17. und vom 18. Jahrhundert.

Aktuell (2023) wird es als Wohnhaus genutzt.
Das Gebäude steht unter Denkmalschutz (siehe auch Liste der Baudenkmale in Elsfleth).

## Geschichte
Die Marschhufensiedlung Moorriem mit der nördlichen Bauerschaft Nordermoor erstreckt sich über etwa 16 Kilometer, wurde nach 1062 gegründet und erhielt im 14. Jahrhundert die heutige Struktur mit den schmalen, oft extrem langgestreckten Parzellen. Im Abstand von ca. 50 bis 100 Metern liegen zahlreiche Hofstellen auf Wurten.
Das eingeschossige giebelständige niedrige Wohn- und Wirtschaftsgebäude als Zweiständer-Hallenhaus in Fachwerk mit Steinausfachungen, mit reetgedecktem auf profilierten Konsolen an beiden Giebeln vorkragendem Krüppelwalmdach, mit Niedersachsengiebeln und Uhlenloch sowie der Grooten Door mit Korbbogen stammt im Kern vom 17. Jahrhundert; der  Wirtschaftsgiebel stammt vom Ende des 18. Jahrhunderts. Das Innengerüst in Unterrähmgefüge ist erhalten.
Auf dem schmalen, sehr tiefen baumbestandenen Grundstück stehen auf einer Wurt weitere nicht denkmalgeschützte Anlagen.
Das Landesdenkmalamt befand: „… geschichtliche Bedeutung … als beispielhaftes Fachwerkhallenhaus aus dem 17. Jh.“